# Другаля, Сергей Павлович
Сергей Павлович Другаля (род. 12 апреля 2002, Челябинск) — российский хоккеист, защитник.

## Биография
Играл в челябинских хоккейных школах «Трактор» (2010—2015, 2018—2019) и «Мечел» (2015—2018). В сезонах 2019/20 — 2021/22 выступал в команде МХЛ «Белые медведи». С сезона-2020/21 также стал играть в ВХЛ за «Челмет». В 2023 году проходил военную службу, в составе команды «Звезда» Чебаркуль выиграл чемпионат Вооружённых сил РФ, затем вернулся в «Челмет». В декабре 2024 года дебютировал в КХЛ, проведя два гостевых матча за «Трактор».